# Seznam ptáků Česka

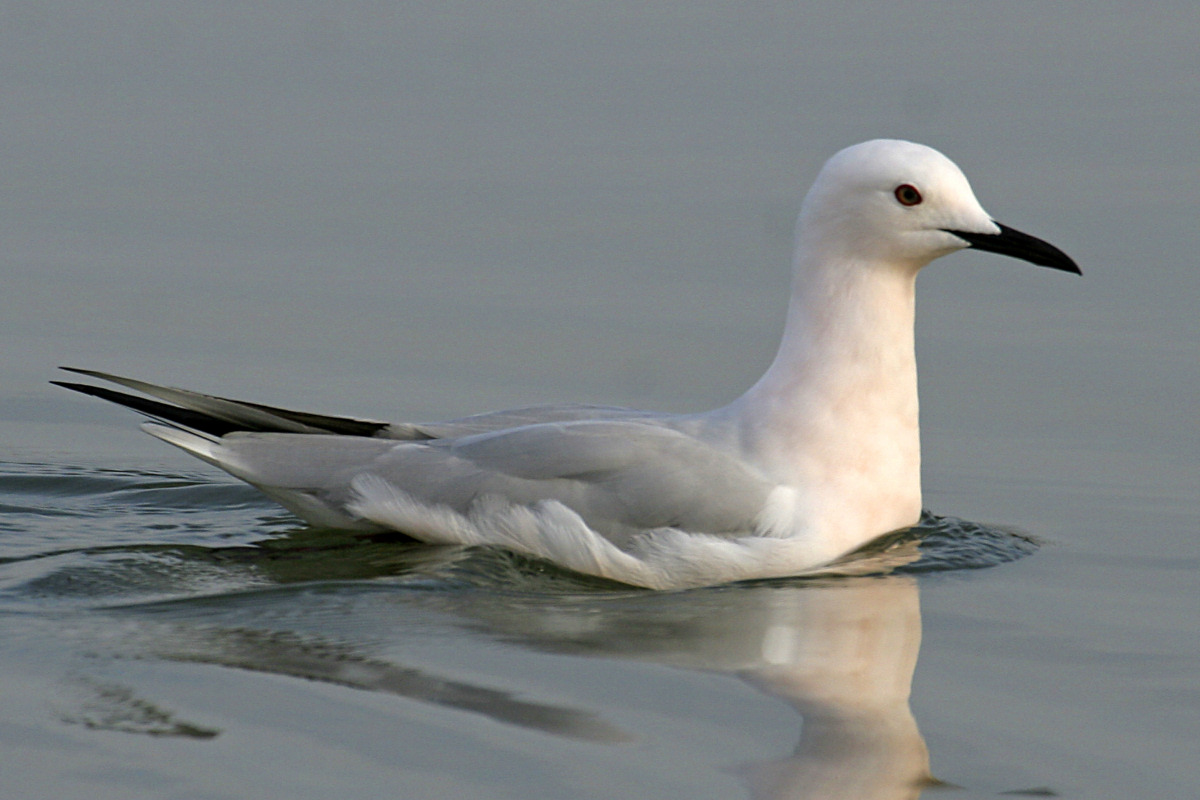
Jedním z posledních druhů zařazených do seznamu ptáků Česka je racek tenkozobý (Chroicocephalus genei), který byl pozorován v roce 2017 u Hodonína a do oficiálního seznamu zařazen v roce 2019

Seznam druhů ptáků Česka je sestavován a udržován Faunistickou komisí České společnosti ornitologické. Pozorování druhu nového pro území Česka musí být před zařazením do oficiálního seznamu touto komisí posouzeno a schváleno. K 31. říjnu 2024 byl ve volné přírodě v Česku potvrzen výskyt 403 druhů ptáků (kategorie A, B, C).
Ptáci jsou podle charakteru výskytu rozděleni na základě dohody Evropské asociace faunistických komisí do 5 kategorií:
- Kategorie A (druhy pozorované alespoň jednou po roce 1950 včetně)
- Kategorie B (druhy pozorované pouze před rokem 1950)
- Kategorie C (nepůvodní druhy, které vytvořily samostatně se rozmnožující populaci, včetně záletů jedinců z takových populací v zahraničí)
- Kategorie D (druhy u nichž existuje důvodná pochybnost o jejich přirozeném výskytu, ale přirozený výskyt není vyloučen)
- Kategorie E (druhy prakticky s jistotou pocházející ze zajetí)

Následující seznam je založen na Seznamu ptáků Česka zveřejněného Faunistickou komisí České společnosti ornitologické na jejich webu.

## Kategorie A
Do kategorie A spadají druhy, které byly na českém území zjištěny alespoň jednou po roce 1950.
- Alkoun obecný (Cepphus grylle)
- Alkoun úzkozobý (Uria aalge)
- Bekasina otavní (Gallinago gallinago)
- Bekasina větší (Gallinago media)
- Bělořit okrový (Oenanthe hispanica)
- Bělořit pouštní (Oenanthe deserti)
- Bělořit šedý (Oenanthe oenanthe)
- Berneška bělolící (Branta leucopsis)
- Berneška rudokrká (Branta ruficollis)
- Berneška tmavá (Branta bernicla)
- Bramborníček černohlavý (Saxicola rubicola)
- Bramborníček hnědý (Saxicola rubetra)
- Břehouš černoocasý (Limosa limosa)
- Břehouš rudý (Limosa lapponica)
- Břehule říční (Riparia riparia)
- Břehule skalní (Ptyonoprogne rupestris)
- Brhlík lesní (Sitta europaea)
- Brkoslav severní (Bombycilla garrulus)
- Budníček horský (Phylloscopus bonelli)
- Budníček lesní (Phylloscopus sibilatrix)
- Budníček menší (Phylloscopus collybita)
- Budníček pruhohlavý (Phylloscopus inornatus)
- Budníček temný (Phylloscopus fuscatus)
- Budníček tlustozobý (Phylloscopus schwarzi)
- Budníček větší (Phylloscopus trochilus)
- Budníček zelený (Phylloscopus trochiloides)
- Budníček zlatohlavý (Phylloscopus proregulus)
- Bukač velký (Botaurus stellaris)
- Bukáček malý (Botaurus minutus)
- Buřňáček malý (Hydrobates pelagicus)
- Buřňáček Wilsonův (Oceanites oceanicus)
- Buřňák lední (Fulmarus glacialis)
- Čáp bílý (Ciconia ciconia)
- Čáp černý (Ciconia nigra)
- Čečetka zimní (Acanthis flammea)
- Čejka chocholatá (Vanellus vanellus)
- Červenka obecná (Erithacus rubecula)
- Cetie jižní (Cettia cetti)
- Čírka karolinská (Anas carolinensis)
- Čírka modrá (Spatula querquedula)
- Čírka modrokřídlá (Spatula discors)
- Čírka obecná (Anas crecca)
- Čížek lesní (Spinus spinus)
- Cvrčilka říční (Locustella fluviatilis)
- Cvrčilka slavíková (Locustella luscinioides)
- Cvrčilka zelená (Locustella naevia)
- Datel černý (Dryocopus martius)
- Datlík tříprstý (Picoides tridactylus)
- Dlask tlustozobý (Coccothraustes coccothraustes)
- Dřemlík tundrový (Falco columbarius)
- Drop hřívnatý (Chlamydotis macqueenii)
- Drop malý (Tetrax tetrax)
- Drop velký (Otis tarda)
- Drozd brávník (Turdus viscivorus)
- Drozd cvrčala (Turdus iliacus)
- Drozd kvíčala (Turdus pilaris)
- Drozd zpěvný (Turdus philomelos)
- Dudek chocholatý (Upupa epops)
- Dytík úhorní (Burhinus oedicnemus)
- Havran polní (Corvus frugilegus)
- Hohol severní (Bucephala clangula)
- Hoholka lední (Clangula hyemalis)
- Holub doupňák (Columba oenas)
- Holub hřivnáč (Columba palumbus)
- Hrdlička divoká (Streptopelia turtur)
- Hrdlička zahradní (Streptopelia decaocto)
- Husa běločelá (Anser albifrons)
- Husa krátkozobá (Anser brachyrhynchus)
- Husa malá (Anser erythropus)
- Husa polní (Anser fabalis)
- Husa tundrová (Anser serrirostris)
- Husa velká (Anser anser)
- Husice liščí (Tadorna tadorna)
- Hvízdák americký (Mareca americana)
- Hvízdák eurasijský (Mareca penelope)
- Hýl křivčí (Pinicola enucleator)
- Hýl obecný (Pyrrhula pyrrhula)
- Hýl pouštní (Bucanetes githagineus)
- Hýl rudý (Carpodacus erythrinus)
- Chaluha malá (Stercorarius longicaudus)
- Chaluha pomořanská (Stercorarius pomarinus)
- Chaluha příživná (Stercorarius parasiticus)
- Chaluha velká (Stercorarius skua)
- Chocholouš obecný (Galerida cristata)
- Chřástal kropenatý (Porzana porzana)
- Chřástal malý (Zapornia parva)
- Chřástal nejmenší (Zapornia pusilla)
- Chřástal polní (Crex crex)
- Chřástal vodní (Rallus aquaticus)
- Ibis hnědý (Plegadis falcinellus)
- Jeřáb popelavý (Grus grus)
- Jeřábek lesní (Tetrastes bonasia)
- Jespáček ploskozobý (Calidris falcinellus)
- Jespák bojovný (Calidris pugnax)
- Jespák dlouhokřídlý (Calidris bairdii)
- Jespák křivozobý (Calidris ferruginea)
- Jespák malý (Calidris minuta)
- Jespák mořský (Calidris maritima)
- Jespák obecný (Calidris alpina)
- Jespák písečný (Calidris alba)
- Jespák plavý (Calidris subruficollis)
- Jespák rezavý (Calidris canutus)
- Jespák rudokrký (Calidris ruficollis)
- Jespák šedý (Calidris temminckii)
- Jespák skvrnitý (Calidris melanotos)
- Jespák tundrový (Calidris fuscicollis)
- Jestřáb lesní (Astur gentilis)
- Jiřička obecná (Delichon urbicum)
- Kachna divoká (Anas platyrhynchos)
- Kachnice bělohlavá (Oxyura leucocephala)
- Kajka královská (Somateria spectabilis)
- Kajka mořská (Somateria mollissima)
- Kalous pustovka (Asio flammeus)
- Kalous ušatý (Asio otus)
- Kamenáček pestrý (Arenaria interpres)
- Káně bělochvostá (Buteo rufinus)
- Káně lesní (Buteo buteo)
- Káně rousná (Buteo lagopus)
- Kavče žlutozobé (Pyrrhocorax graculus)
- Kavka obecná (Coloeus monedula)
- Keptuška běloocasá (Vanellus leucurus)
- Keptuška stepní (Vanellus gregarius)
- Koliha malá (Numenius phaeopus)
- Koliha velká (Numenius arquata)
- Kolpík bílý (Platalea leucorodia)
- Konipas bílý (Motacilla alba)
- Konipas citronový (Motacilla citreola)
- Konipas horský (Motacilla cinerea)
- Konipas luční (Motacilla flava)
- Konopka obecná (Linaria cannabina)
- Konopka žlutozobá (Linaria flavirostris)
- Kopřivka obecná (Mareca strepera)
- Kormorán malý (Microcarbo pygmaeus)
- Kormorán velký (Phalacrocorax carbo)
- Koroptev polní (Perdix perdix)
- Kos černý (Turdus merula)
- Kos horský (Turdus torquatus)
- Krahujec krátkoprstý (Tachyspiza brevipes)
- Krahujec obecný (Accipiter nisus)
- Králíček obecný (Regulus regulus)
- Králíček ohnivý (Regulus ignicapilla)
- Křepelka polní (Coturnix coturnix)
- Křivka bělokřídlá (Loxia leucoptera)
- Křivka obecná (Loxia curvirostra)
- Křivka velká (Loxia pytyopsittacus)
- Krkavec velký (Corvus corax)
- Krutihlav obecný (Jynx torquilla)
- Kukačka obecná (Cuculus canorus)
- Kulík bledý (Pluvialis squatarola)
- Kulík hnědokřídlý (Pluvialis dominica)
- Kulík hnědý (Eudromias morinellus)
- Kulík mořský (Anarhynchus alexandrinus)
- Kulík pacifický (Pluvialis fulva)
- Kulík písečný (Charadrius hiaticula)
- Kulík říční (Charadrius dubius)
- Kulík zlatý (Pluvialis apricaria)
- Kulíšek nejmenší (Glaucidium passerinum)
- Kvakoš noční (Nycticorax nycticorax)
- Labuť malá (Cygnus columbianus)
- Labuť velká (Cygnus olor)
- Labuť zpěvná (Cygnus cygnus)
- Ledňáček říční (Alcedo atthis)
- Lejsek bělokrký (Ficedula albicollis)
- Lejsek černohlavý (Ficedula hypoleuca)
- Lejsek malý (Ficedula parva)
- Lejsek šedý (Muscicapa striata)
- Lelek lesní (Caprimulgus europaeus)
- Linduška horská (Anthus spinoletta)
- Linduška lesní (Anthus trivialis)
- Linduška luční (Anthus pratensis)
- Linduška rudokrká (Anthus cervinus)
- Linduška skalní (Anthus petrosus)
- Linduška úhorní (Anthus campestris)
- Linduška velká (Anthus richardi)
- Luňák červený (Milvus milvus)
- Luňák hnědý (Milvus migrans)
- Luněc šedý (Elanus caeruleus)
- Lyska černá (Fulica atra)
- Lyskonoh ploskozobý (Phalaropus fulicarius)
- Lyskonoh úzkozobý (Phalaropus lobatus)
- Lžičák pestrý (Spatula clypeata)
- Mandelík hajní (Coracias garrulus)
- Mlynařík dlouhoocasý (Aegithalos caudatus)
- Modruška tajgová (Tarsiger cyanurus)
- Morčák malý (Mergellus albellus)
- Morčák prostřední (Mergus serrator)
- Morčák velký (Mergus merganser)
- Moták lužní (Circus pygargus)
- Moták pilich (Circus cyaneus)
- Moták pochop (Circus aeruginosus)
- Moták stepní (Circus macrourus)
- Moudivláček lužní (Remiz pendulinus)
- Orel jestřábí (Aquila fasciata)
- Orel královský (Aquila heliaca)
- Orel křiklavý (Clanga pomarina)
- Orel mořský (Haliaeetus albicilla)
- Orel nejmenší (Hieraaetus pennatus)
- Orel skalní (Aquila chrysaetos)
- Orel stepní (Aquila nipalensis)
- Orel volavý (Clanga clanga)
- Ořešník kropenatý (Nucifraga caryocatactes)
- Orlík krátkoprstý (Circaetus gallicus)
- Orlovec říční (Pandion haliaetus)
- Ostralka štíhlá (Anas acuta)
- Ostříž lesní (Falco subbuteo)
- Ouhorlík černokřídlý (Glareola nordmanni)
- Ouhorlík stepní (Glareola pratincola)
- Pelikán bílý (Pelecanus onocrotalus)
- Pěnice bělohrdlá (Curruca melanocephala)
- Pěnice černohlavá (Sylvia atricapilla)
- Pěnice hnědokřídlá (Curruca communis)
- Pěnice kaštanová (Curruca undata)
- Pěnice malá (Curruca nana)
- Pěnice pokřovní (Curruca curruca)
- Pěnice slavíková (Sylvia borin)
- Pěnice vlašská (Curruca nisoria)
- Pěnice vousatá (Curruca cantillans)
- Pěnkava jikavec (Fringilla montifringilla)
- Pěnkava obecná (Fringilla coelebs)
- Pěnkavák sněžný (Montifringilla nivalis)
- Pěvuška horská (Prunella montanella)
- Pěvuška modrá (Prunella modularis)
- Pěvuška podhorní (Prunella collaris)
- Pisík obecný (Actitis hypoleucos)
- Pisila čáponohá (Himantopus himantopus)
- Polák chocholačka (Aythya fuligula)
- Polák kaholka (Aythya marila)
- Polák malý (Aythya nyroca)
- Polák proužkozobý (Aythya collaris)
- Polák velký (Aythya ferina)
- Poštolka obecná (Falco tinnunculus)
- Poštolka rudonohá (Falco vespertinus)
- Potápka černokrká (Podiceps nigricollis)
- Potápka malá (Tachybaptus ruficollis)
- Potápka roháč (Podiceps cristatus)
- Potápka rudokrká (Podiceps grisegena)
- Potápka žlutorohá (Podiceps auritus)
- Potáplice lední (Gavia immer)
- Potáplice malá (Gavia stellata)
- Potáplice severní (Gavia arctica)
- Potáplice žlutozobá (Gavia adamsii)
- Puštík bělavý (Strix uralensis)
- Puštík obecný (Strix aluco)
- Racek Audouinův (Ichthyaetus audouinii)
- Racek bělohlavý (Larus cachinnans)
- Racek Bonapartův (Chroicocephalus philadelphia)
- Racek bouřní (Larus canus)
- Racek černohlavý (Ichthyaetus melanocephalus)
- Racek chechtavý (Chroicocephalus ridibundus)
- Racek delawarský (Larus delawarensis)
- Racek malý (Hydrocoloeus minutus)
- Racek mořský (Larus marinus)
- Racek polární (Larus glaucoides)
- Racek Sabinův (Xema sabini)
- Racek šedý (Larus hyperboreus)
- Racek středomořský (Larus michahellis)
- Racek stříbřitý (Larus argentatus)
- Racek tenkozobý (Chroicocephalus genei)
- Racek tříprstý (Rissa tridactyla)
- Racek velký (Ichthyaetus ichthyaetus)
- Racek žlutonohý (Larus fuscus)
- Rákosník obecný (Acrocephalus scirpaceus)
- Rákosník ostřicový (Acrocephalus paludicola)
- Rákosník plavý (Acrocephalus agricola)
- Rákosník pokřovní (Acrocephalus dumetorum)
- Rákosník proužkovaný (Acrocephalus schoenobaenus)
- Rákosník tamaryškový (Acrocephalus melanopogon)
- Rákosník velký (Acrocephalus arundinaceus)
- Rákosník zpěvný (Acrocephalus palustris)
- Raroh velký (Falco cherrug)
- Rehek domácí (Phoenicurus ochruros)
- Rehek zahradní (Phoenicurus phoenicurus)
- Rorýs obecný (Apus apus)
- Rorýs velký (Tachymarptis melba)
- Rybák bahenní (Chlidonias hybrida)
- Rybák bělokřídlý (Chlidonias leucopterus)
- Rybák černý (Chlidonias niger)
- Rybák dlouhoocasý (Sterna paradisaea)
- Rybák malý (Sternula albifrons)
- Rybák obecný (Sterna hirundo)
- Rybák severní (Thalasseus sandvicensis)
- Rybák velkozobý (Hydroprogne caspia)
- Sedmihlásek hajní (Hippolais icterina)
- Sedmihlásek malý (Iduna caligata)
- Sedmihlásek šedý (Iduna pallida)
- Skalník zpěvný (Monticola saxatilis)
- Skorec vodní (Cinclus cinclus)
- Skřivan lesní (Lullula arborea)
- Skřivan ouškatý (Eremophila alpestris)
- Skřivan polní (Alauda arvensis)
- Skřivánek krátkoprstý (Calandrella brachydactyla)
- Slavík modráček (Luscinia svecica)
- Slavík obecný (Luscinia megarhynchos)
- Slavík tmavý (Luscinia luscinia)
- Slípka zelenonohá (Gallinula chloropus)
- Slučka malá (Lymnocryptes minimus)
- Sluka lesní (Scolopax rusticola)
- Sněhule severní (Plectrophenax nivalis)
- Sojka obecná (Garrulus glandarius)
- Sokol stěhovavý (Falco peregrinus)
- Šoupálek dlouhoprstý (Certhia familiaris)
- Šoupálek krátkoprstý (Certhia brachydactyla)
- Sova pálená (Tyto alba)
- Sovice krahujová (Surnia ulula)
- Špaček obecný (Sturnus vulgaris)
- Špaček růžový (Pastor roseus)
- Stehlík obecný (Carduelis carduelis)
- Straka obecná (Pica pica)
- Strakapoud bělohřbetý (Dendrocopos leucotos)
- Strakapoud jižní (Dendrocopos syriacus)
- Strakapoud malý (Dryobates minor)
- Strakapoud prostřední (Dendrocoptes medius)
- Strakapoud velký (Dendrocopos major)
- Střízlík obecný (Troglodytes troglodytes)
- Strnad bělohlavý (Emberiza leucocephalos)
- Strnad luční (Emberiza calandra)
- Strnad malinký (Emberiza pusilla)
- Strnad obecný (Emberiza citrinella)
- Strnad rákosní (Emberiza schoeniclus)
- Strnad rolní (Emberiza rustica)
- Strnad severní (Calcarius lapponicus)
- Strnad zahradní (Emberiza hortulana)
- Sup bělohlavý (Gyps fulvus)
- Sup mrchožravý (Neophron percnopterus)
- Sýc rousný (Aegolius funereus)
- Sýček obecný (Athene noctua)
- Sýkora azurová (Cyanistes cyanus)
- Sýkora babka (Poecile palustris)
- Sýkora koňadra (Parus major)
- Sýkora lužní (Poecile montanus)
- Sýkora modřinka (Cyanistes caeruleus)
- Sýkora parukářka (Lophophanes cristatus)
- Sýkora uhelníček (Periparus ater)
- Sýkořice vousatá (Panurus biarmicus)
- Tenkozobec opačný (Recurvirostra avosetta)
- Terej bílý (Morus bassanus)
- Tetřev hlušec (Tetrao urogallus)
- Tetřívek obecný (Lyrurus tetrix)
- Ťuhýk menší (Lanius minor)
- Ťuhýk obecný (Lanius collurio)
- Ťuhýk rudohlavý (Lanius senator)
- Ťuhýk šedý (Lanius excubitor)
- Turpan černý (Melanitta nigra)
- Turpan hnědý (Melanitta fusca)
- Ústřičník velký (Haematopus ostralegus)
- Včelojed lesní (Pernis apivorus)
- Vlaštovka obecná (Hirundo rustica)
- Vlaštovka skalní (Cecropis daurica)
- Vlha pestrá (Merops apiaster)
- Vodouš bahenní (Tringa glareola)
- Vodouš kropenatý (Tringa ochropus)
- Vodouš malý (Xenus cinereus)
- Vodouš rudonohý (Tringa totanus)
- Vodouš šedý (Tringa nebularia)
- Vodouš štíhlý (Tringa stagnatilis)
- Vodouš tmavý (Tringa erythropus)
- Vodouš velký (Tringa melanoleuca)
- Vodouš žlutonohý (Tringa  flavipes)
- Volavka bílá (Ardea alba)
- Volavka červená (Ardea purpurea)
- Volavka popelavá (Ardea cinerea)
- Volavka rusohlavá (Ardea ibis)
- Volavka stříbřitá (Egretta garzetta)
- Volavka vlasatá (Ardeola ralloides)
- Vrabec domácí (Passer domesticus)
- Vrabec polní (Passer montanus)
- Vrána černá (Corvus corone)
- Vrána šedá (Corvus cornix)
- Výr velký (Bubo bubo)
- Výreček malý (Otus scops)
- Zedníček skalní (Tichodroma muraria)
- Žluna šedá (Picus canus)
- Žluna zelená (Picus viridis)
- Žluva hajní (Oriolus oriolus)
- Zrzohlávka rudozobá (Netta rufina)
- Zvonek zelený (Chloris chloris)
- Zvonohlík zahradní (Serinus serinus)

## Kategorie B
Do kategorie B jsou řazeny druhy, které byly na území Česka pozorovány do konce roku 1949, později nebyl zaznamenán žádný výskyt divokých ptáků.
- Alka malá (Alca torda)
- Běhulík plavý (Cursorius cursor)
- Buřňák šedý/severoatlanský (Calonectris diomedea/borealis)
- Čírka úzkozobá (Marmaronetta angustirostris)
- Drozd černohrdlý (Turdus atrogularis)
- Husa sněžní (Anser caerulescens)
- Kalandra zpěvná (Melanocorypha calandra)
- Plameňák růžový (Phoenicopterus roseus)
- Poštolka jižní (Falco naumanni)
- Rybák černozobý (Gelochelidon nilotica)
- Sedmihlásek švitořivý (Hippolais polyglotta)
- Sovice sněžní (Bubo scandiacus)
- Stepokur kirgizský (Syrrhaptes paradoxus)
- Strnad cvrčivý (Emberiza cirlus)
- Strnad viničný (Emberiza cia)
- Sup hnědý (Aegypius monachus)
- Zvonohlík citrónový (Carduelis citrinella)

## Kategorie C
Do kategorie C jsou řazeny nepůvodní druhy, zjištěné na českém území, které zde vytvořily samostatně se rozmnožující, nezávislou populaci nebo zalétly z podobné populace v zahraničí.
- Bažant královský (Syrmaticus reevesii)
- Bažant obecný (Phasianus colchicus)
- Berneška velká (Branta canadensis)
- Holub domácí (Columba livia f. domestica)
- Husice nilská (Alopochen aegyptiaca)
- Husice rezavá (Tadorna ferruginea)
- Kachnice kaštanová (Oxyura jamaicensis)
- Kachnička mandarínská (Aix galericulata)
- Orlosup bradatý (Gypaetus barbatus)

## Kategorie D
Do kategorie D jsou řazeny druhy, u nichž existují důvodné pochybnosti o jejich původu, jejichž přirozený výskyt však nelze vyloučit. Druhy z této kategorie nejsou započítávány do oficiálního seznamu ptáků České republiky.
- Alexandr malý (Psittacula krameri)
- Alkoun malý (Alle alle)
- Čejka trnitá (Vanellus spinosus)
- Hohol bělavý (Bucephala albeola)
- Hohol islandský (Bucephala islandica)
- Ibis posvátný (Threskiornis aethiopicus)
- Kačka strakatá (Histrionicus histrionicus)
- Morčák chocholatý (Lophodytes cucullatus)
- Polák dlouhozobý (Aythya valisineria)
- Raroh jižní (Falco biarmicus)
- Raroh lovecký (Falco rusticolus)
- Slípka modrá (Porphyrio porphyrio)
- Strnad hnědohlavý (Emberiza bruniceps)
- Vrabec pokřovní (Passer hispaniolensis)

## Kategorie E
Do této kategorie jsou řazeni uprchlíci ze zajetí nebo ptáci z dočasných volných populací, které nedosáhly samostatnosti.
- Hrdlička východní (Streptopelia orientalis)
- Husa indická (Anser indicus)
- Husička stěhovavá (Dendrocygna arcuata)
- Hvízdák chilský (Anas sibilatrix)
- Kachnička hřívnatá (Chenonetta jubata)
- Kachnička karolinská (Aix sponsa)
- Kachnička šedoboká (Callonetta leucophrys)
- Kolpík africký (Platalea alba)
- Krocan divoký (Meleagris gallopavo)
- Marabu africký (Leptoptilos crumeniferus)
- Orebice horská/čukar (Alectoris graeca / chukar)
- Orel bělohlavý (Haliaeetus leucocephalus)
- Orel východní (Haliaeetus pelagicus)
- Ostralka bělolící (Anas bahamensis)
- Skalník modrý (Monticola solitarius)
- Straka modrá (Cyanopica cyanus)